# Estadio Ciudad de Vicente López
El estadio Ciudad de Vicente López es un estadio ubicado en la localidad de Florida, en el partido de Vicente López, provincia de Buenos Aires, Argentina. Es propiedad del Club Atlético Platense y fue inaugurado el 22 de julio de 1979. Se encuentra sobre la avenida General Paz. Tiene una capacidad para aproximadamente 23.543 espectadores.

## Historia
Platense ha tenido sus instalaciones dentro de la ciudad de Buenos Aires durante muchos años.
La primera cancha se comenzó a construir en 1907 en la sede de Posadas 427, vecino al Club Comercio en terrenos alquilados a la Municipalidad de la Ciudad de Buenos Aires. Luego se trasladó a la calle Manuela Pedraza y Blandengues (1911-1916).
En 1917 Platense alquiló el terreno de la calle Manuela Pedraza y Crámer, estableciéndose allí hasta 1971.
Finalmente en 1974 comenzaron las obras en el predio actual de más de 3,3 ha. El arquitecto Haedo trabajó tenazmente para la culminación de esta obra. Fue inaugurado el 22 de julio de 1979, en un encuentro frente a Gimnasia y Esgrima La Plata. La tribuna lateral utilizada para la parcialidad visitante fue terminada en 1980. La iluminación para los partidos nocturnos se finalizó el 29 de septiembre de 1982.
También este estadio es utilizado para algunos encuentros de la Copa Argentina.
En 1994 comenzó la ampliación del estadio que pasó de tener una capacidad de aproximadamente 18 000 espectadores a 32 000, ya que se construyeron 2 tribunas cabeceras de cemento y se amplió la platea lateral, primero la tribuna visitante «Julio Cozzi» que se inauguró el 22 de septiembre de 1995,  meses después se culminó la ampliación lateral de la platea y finalmente la actual tribuna Local llamada «Roberto Goyeneche» que fue terminada y estrenada el 16 de marzo de 1997, en un partido frente a San Lorenzo de Almagro, partido donde Platense venció por 3 a 1. Antes de esta última construcción, allí se encontraba una tribuna tubular mucho más pequeña hecha de tablones de madera.
En febrero de 2021, debido a los requisitos necesarios para la Primera División, comenzó una etapa de obras que incluyen: renovación de todos los focos lumínicos por unos Led aumentando así un 40 % la capacidad lumínica del estadio, pasando de 250 a 850 lux en promedio. Además incluye la renovación total y ampliación del vestuario visitante sumado a varios arreglos en el vestuario local y de árbitros, renovación total del palco para autoridades visitantes, renovación y ampliación de los bancos de suplentes, renovación y ampliación del lugar de transmisión para la TV oficial de la Liga Profesional, con espacios más cómodos y adaptados a las exigencias que se requieren, colocación de pupitres de prensa para una mayor comodidad y condiciones de trabajo, renovación total de la enfermería para convertirse en sala médica de dopaje y cuerpo médico local, y la quita total del alambrado perimetral, paravalanchas y cobertura con patrocinio de la totalidad de la tribuna Liniers, que luego se convirtió en platea. Todas estas refacciones son parte inicial de un proyecto de remodelación que contará de varias fases y demorará algunos años.
Durante diciembre de 2023 y enero de 2024, el Club Atlético Platense reanudó las obras de modernización del estadio Ciudad de Vicente López, en el marco del Master Plan presentado en 2021. Tras completar mejoras en utilería, lavandería, vestuario local, sala de kinesiología, iluminación LED, tribuna Ginanni-Marino y sanitarios, se avanzó con la renovación de la platea Arquitecto Zacheo. Esta intervención implicó el reemplazo de las butacas originales de 1979 por nuevas con respaldo alto, similares a las ya instaladas en la tribuna mencionada. Estas obras forman parte del Ciclo 1 del plan integral de remodelación del estadio.

### Cómo llegar
Las vías más rápidas de llegar al estadio en auto son:
- Desde la zona norte del Gran Buenos Aires:
  - Acceso Norte
  - Avenida Maipú
  - Avenida del Libertador

- Desde la Capital Federal:
  - Avenida General Paz
  - Avenida Cabildo
  - Avenida Roberto Goyeneche
  - Avenida del Libertador
  - Avenida Int. Cantilo

- Desde las zonas oeste y sur de la Capital Federal y el Gran Buenos Aires:
  - Avenida General Paz

### Transportes
- Colectivos: 15 19 21 57 59 60 68 71 117 130 133 151 152 161 168 184 194 203 228A 228B 228D 228E 228F 314 365 430
- Tren: FF.CC. Belgrano Norte (Estación Aristóbulo del Valle)

El estadio se encuentra en cercanías al Dot Baires Shopping, por los que los medios de transporte que llegan al lugar, en su mayoría se acercan al Ciudad de Vicente López.